# Lars Söderström (konstnär)
Lars Eugen Söderström, född 17 september 1926 i Boxholm, Östergötlands län, död 22 juli 1998 i Odensåkers församling, Västra Götalands län, var en svensk målare och grafiker.
Han var gift 1950–1961 med Åsa Söderström och från 1963 med Ingrid Maria Elisabeth Jönegren. Söderström studerade på fackavdelningen för dekorativ målning vid Högre konstindustriella skolan i Stockholm där han utexaminerades 1949 och samma år tilldelades han Svenska slöjdföreningens stipendium. Han fick handledning i monumentalmåleri av Einar Forseth som ledde till att han som Forseths medhjälpare var med och utförde dekoreringen av Borås läroverk 1947–1948. Efter tiden vid skolan bedrev han självstudier under resor till Frankrike och Italien. Separat ställde han bland annat ut i Tibro och Boxholm. Tillsammans med Pär Andersson och Jörgen Fogelquist ställde han ut i Skellefteå 1950 och tillsammans med Bengt Forsberg i Vadstena 1951 samt tillsammans Agne Johansson i Linköping 1954. Han medverkade i Nationalmuseumss utställning Unga tecknare 1949–1951 samt i utställningar arrangerade av Skaraborgs läns konstnärsförening och Östgöta konstförening. Bland hans offentliga arbeten märks en dekoration i järnsmide för Folkets hus i Boxholm, en monumentalmålning på Stadshotellet i Tranås, samt medverkan i utsmyckningen av Borås läroverk. Hans konst består av stiliserade landskap och figurmotiv som ibland bär inslag från kubism. Söderström är representerad med teckningar vid Moderna museet i Stockholm.

### Fotnoter
1. 1 2 3 4 5  Sveriges dödbok 1830–2020, åttonde utgåvan, Sveriges Släktforskarförbund, november 2021, läst: 8 januari 2022.[källa från Wikidata]
2. ↑  Moderna museet